# (13475) Orestes
(13475) Orestes (1973 SX) – planetoida z grupy trojańczyków okrążająca Słońce w ciągu 11,81 lat w średniej odległości 5,18 j.a. Odkryta 19 września 1973 roku.